# Raven Klaasen
Raven Klaasen (King William's Town, 16 ottobre 1982) è un tennista sudafricano.
Specialista del doppio, ha vinto 19 titoli nel circuito maggiore e ha disputato altre 23 finali, tra le quali quelle perse agli Australian Open 2014, al torneo di Wimbledon 2018 e alle ATP Finals del 2016 e 2019. Il suo miglior ranking ATP è stato il 7º posto nell'agosto 2019. Ha fatto il suo esordio nella squadra sudafricana di Coppa Davis nel 2009. In singolare ha vinto 8 tornei del circuito ITF a inizio carriera e dal 2012 gioca esclusivamente in doppio.

## Carriera
Dopo aver fallito le qualificazioni in singolare agli US Open 2009 e agli Australian Open 2012, decide di dedicarsi principalmente al doppio.
Nel 2012 accede per la prima volta al tabellone principale di un torneo del Grande Slam al Roland Garros in coppia con John Paul Fruttero e vengono sconfitti al primo turno per 6-3, 7-6 da Dudi Sela / Filippo Volandri. Agli US Open di quello stesso anno raggiunge il terzo turno in coppia con Alex Bogomolov Jr. prima di arrendersi alle teste di serie numero 9 Aisam-ul-Haq Qureshi / Jean-Julien Rojer per 6-3, 6-4.
Nel febbraio 2013 raggiunge in coppia con Johan Brunström la sua prima finale ATP all'Open Sud de France e vengono sconfitti da Marc Gicquel / Michaël Llodra. Nel maggio successivo conquista con Brunström il primo titolo del circuito maggiore all'Open de Nice Côte d'Azur battendo in finale Juan Sebastián Cabal / Robert Farah per 6–3, 6–2. Nel prosieguo della stagione vince i tornei ATP di doppio anche a Metz con Brunström e a Kuala Lumpur con Eric Butorac.

## Statistiche

### Doppio

#### Vittorie (19)
| Legenda              |
| Grande Slam (0)      |
| ATP Finals (0)       |
| ATP Masters 1000 (2) |
| ATP Tour 500 (6)     |
| ATP Tour 250 (11)    |

| N.  | Data              | Torneo                                                        | Superficie  | Compagno          | Avversari in finale                          | Punteggio           |
| 1.  | 25 maggio 2013    | Open de Nice Côte d'Azur, Nizza                               | Terra rossa | Johan Brunström   | Juan Sebastián Cabal Robert Farah            | 6–3, 6–2            |
| 2.  | 22 settembre 2013 | Open de Moselle, Metz                                         | Cemento     | Johan Brunström   | Nicolas Mahut Jo-Wilfried Tsonga             | 6-4, 7-6(5)         |
| 3.  | 29 settembre 2013 | Malaysian Open, Kuala Lumpur                                  | Cemento (i) | Eric Butorac      | Pablo Cuevas Horacio Zeballos                | 6-2, 6-4            |
| 4.  | 16 febbraio 2014  | U.S. National Indoor Tennis Championships, Memphis            | Cemento (i) | Eric Butorac      | Bob Bryan Mike Bryan                         | 6-4, 6-4            |
| 5.  | 19 ottobre 2014   | Stockholm Open, Stoccolma                                     | Cemento (i) | Eric Butorac      | Treat Huey Jack Sock                         | 6-4, 6-3            |
| 6.  | 17 gennaio 2015   | Auckland Open, Auckland                                       | Cemento (i) | Leander Paes      | Dominic Inglot Florin Mergea                 | 7-6(1), 6-4         |
| 7.  | 21 giugno 2015    | Halle Open, Halle (1)                                         | Erba        | Rajeev Ram        | Rohan Bopanna Florin Mergea                  | 7-6(5), 6-2         |
| 8.  | 11 ottobre 2015   | Japan Open Tennis Championships, Tokyo                        | Cemento     | Marcelo Melo      | Juan Sebastián Cabal Robert Farah            | 7-6(5), 3-6, [10-7] |
| 9.  | 18 ottobre 2015   | Shanghai Masters, Shanghai                                    | Cemento     | Marcelo Melo      | Simone Bolelli Fabio Fognini                 | 6-3, 6-3            |
| 10. | 19 giugno 2016    | Halle Open, Halle (2)                                         | Erba        | Rajeev Ram        | Łukasz Kubot Alexander Peya                  | 7-6(5), 6-2         |
| 11. | 2 ottobre 2016    | Chengdu Open, Chengdu                                         | Cemento     | Rajeev Ram        | Pablo Carreño Busta Mariusz Fyrstenberg      | 7-6(2), 7-5         |
| 12. | 26 febbraio 2017  | Delray Beach International Tennis Championships, Delray Beach | Cemento     | Rajeev Ram        | Treat Huey Maks Mirny                        | 7-5, 7-5            |
| 13. | 18 marzo 2017     | Indian Wells Masters, Indian Wells                            | Cemento     | Rajeev Ram        | Łukasz Kubot Marcelo Melo                    | 6(1)-7, 6-4, [10-8] |
| 14. | 25 febbraio 2018  | Open 13, Marsiglia                                            | Cemento (i) | Michael Venus     | Marcus Daniell Dominic Inglot                | 6(2)-7, 6-3, [10-4] |
| 15. | 23 giugno 2019    | Halle Open, Halle (3)                                         | Erba        | Michael Venus     | Łukasz Kubot Marcelo Melo                    | 4-6, 6-3, [10-4]    |
| 16. | 4 agosto 2019     | Washington Open, Washington                                   | Cemento     | Michael Venus     | Jean-Julien Rojer Horia Tecău                | 3-6, 6-3, [10-2]    |
| 17. | 25 ottobre 2020   | ATP Cologne 2, Colonia                                        | Cemento (i) | Ben McLachlan     | Kevin Krawietz Andreas Mies                  | 6-2, 6-4            |
| 18. | 8 agosto 2021     | Washington Open, Washington (2)                               | Cemento     | Ben McLachlan     | Neal Skupski Michael Venus                   | 7-6(4), 6-4         |
| 19. | 2 ottobre 2022    | Korea Open Tennis Championships, Seul                         | Cemento     | Nathaniel Lammons | Nicolás Barrientos Miguel Ángel Reyes Varela | 6-1, 7-5            |

#### Finali perse (23)
| Legenda              |
| Grande Slam (2)      |
| ATP Finals (2)       |
| ATP Masters 1000 (3) |
| ATP Tour 500 (3)     |
| ATP Tour 250 (13)    |

| N.  | Data             | Torneo                                                        | Superficie  | Compagno        | Avversari in finale                 | Punteggio                  |
| 1.  | 10 febbraio 2013 | Open Sud de France, Montpellier                               | Cemento (i) | Johan Brunström | Marc Gicquel Michaël Llodra         | 3-6, 6-3, [9-11]           |
| 2.  | 25 gennaio 2014  | Australian Open, Melbourne                                    | Cemento     | Eric Butorac    | Robert Lindstedt Łukasz Kubot       | 3-6, 3-6                   |
| 3.  | 11 gennaio 2015  | Chennai Open, Chennai                                         | Cemento     | Leander Paes    | Lu Yen-hsun Jonathan Marray         | 3-6, 6(4)-7                |
| 4.  | 22 febbraio 2015 | Delray Beach International Tennis Championships, Delray Beach | Cemento     | Leander Paes    | Bob Bryan Mike Bryan                | 3-6, 6-3, [6-10]           |
| 5.  | 23 maggio 2015   | Geneva Open, Ginevra (1)                                      | Terra rossa | Lu Yen-hsun     | Juan Sebastián Cabal Robert Farah   | 5-7, 6-4, [7-10]           |
| 6.  | 4 ottobre 2015   | Malaysian Open, Kuala Lumpur                                  | Cemento (i) | Rajeev Ram      | Treat Huey Henri Kontinen           | 6(4)–7, 2–6                |
| 7.  | 2 aprile 2016    | Miami Open, Miami                                             | Cemento     | Rajeev Ram      | Pierre-Hugues Herbert Nicolas Mahut | 7-5, 1-6, [7-10]           |
| 8.  | 21 maggio 2016   | Geneva Open, Ginevra (2)                                      | Terra rossa | Rajeev Ram      | Steve Johnson Sam Querrey           | 4-6, 1-6                   |
| 9.  | 11 giugno 2016   | Rosmalen Grass Court Championships, 's-Hertogenbosch (1)      | Erba        | Dominic Inglot  | Mate Pavić Michael Venus            | 6-3, 3-6, [9-11]           |
| 10. | 9 ottobre 2016   | Japan Open Tennis Championships, Tokyo (1)                    | Cemento     | Rajeev Ram      | Marcel Granollers Marcin Matkowski  | 2-6, 6(4)-7                |
| 11. | 20 novembre 2016 | ATP World Tour Finals, Londra (1)                             | Cemento (i) | Rajeev Ram      | Henri Kontinen John Peers           | 6-2, 1-6, [8-10]           |
| 12. | 18 giugno 2017   | Rosmalen Grass Court Championships, 's-Hertogenbosch (2)      | Erba        | Rajeev Ram      | Łukasz Kubot Marcelo Melo           | 3-6, 4-6                   |
| 13. | 16 giugno 2018   | Rosmalen Grass Court Championships, 's-Hertogenbosch (3)      | Erba        | Michael Venus   | Dominic Inglot Franko Škugor        | 7-6(3), 7-5                |
| 13. | 14 luglio 2018   | Torneo di Wimbledon, Londra                                   | Erba        | Michael Venus   | Mike Bryan Jack Sock                | 3-6, 7-6(7), 3-6, 7-5, 5-7 |
| 15. | 12 agosto 2018   | Canadian Open, Toronto                                        | Cemento     | Michael Venus   | Henri Kontinen John Peers           | 2-6, 7-6(7), [6-10]        |
| 16. | 7 ottobre 2018   | Japan Open Tennis Championships, Tokyo (2)                    | Cemento     | Michael Venus   | Ben McLachlan Jan-Lennard Struff    | 4-6, 5-7                   |
| 17. | 12 gennaio 2019  | Auckland Open, Auckland                                       | Cemento     | Michael Venus   | Ben McLachlan Jan-Lennard Struff    | 3-6, 4-6                   |
| 18. | 19 maggio 2019   | Internazionali d'Italia, Roma                                 | Terra rossa | Michael Venus   | Juan Sebastián Cabal Robert Farah   | 1-6, 3-6                   |
| 19. | 17 novembre 2019 | ATP Finals, Londra (2)                                        | Cemento (i) | Michael Venus   | Pierre-Hugues Herbert Nicolas Mahut | 3-6, 4-6                   |
| 20. | 29 febbraio 2020 | Dubai Tennis Championships, Dubai                             | Cemento     | Oliver Marach   | John Peers Michael Venus            | 2-6, 3-6                   |
| 21. | 20 febbraio 2022 | Open 13 Provence, Marsiglia                                   | Cemento (i) | Ben McLachlan   | Andrej Rublëv Denys Molčanov        | 6-4, 5-7, [7-10]           |
| 22. | 17 luglio 2022   | Hall of Fame Open, Newport                                    | Erba        | Marcelo Melo    | William Blumberg Steve Johnson      | 4-6, 5-7                   |
| 23. | 6 agosto 2022    | Los Cabos Open, Los Cabos                                     | Cemento     | Marcelo Melo    | William Blumberg Miomir Kecmanović  | 0-6, 1-6                   |

## Risultati in progressione
| Sigla | Risultato               |
| ----- | ----------------------- |
| V     | Vincitore               |
| F     | Finalista               |
| SF    | Semifinalista           |
| O     | Oro olimpico            |
| A     | Argento olimpico        |
| SF    | Bronzo olimpico         |
| QF    | Quarti di Finale        |
| 4T    | Quarto turno            |
| 3T    | Terzo turno             |
| 2T    | Secondo turno           |
| 1T    | Primo turno             |
| RR    | Round Robin             |
| LQ    | Turno di qualificazione |
| A     | Assente                 |
| ND    | Non disputato           |

| Legenda superfici    |
| -------------------- |
| Cemento              |
| Terra battuta        |
| Erba                 |
| Superficie variabile |

### Doppio
| Grande Slam                |     |               |               |               |     |               |               |               |               |     |     |       |
| Australian Open, Melbourne | A   | A             | F             | 2T            | QF  | 2T            | 1T            | QF            | 2T            | A   | 3T  | 16–8  |
| Roland Garros, Parigi      | 1T  | 1T            | 2T            | 1T            | 2T  | 2T            | 3T            | 1T            | 1T            | 2T  | 2T  | 7-11  |
| Wimbledon, Londra          | A   | 1T            | 3T            | 2T            | SF  | 3T            | F             | SF            | ND            | QF  | 2T  | 22–9  |
| US Open, New York          | 3T  | 1T            | QF            | 3T            | 2T  | 1T            | 2T            | 2T            | 1T            | 2T  | 2T  | 12–11 |
| Vittorie–Sconfitte         | 2-2 | 0–3           | 11-4          | 4-4           | 9-4 | 4-4           | 8-4           | 8-4           | 1-3           | 5-3 | 5-4 | 57-39 |
| Torneo di Fine Anno        |     |               |               |               |     |               |               |               |               |     |     |       |
| ATP Finals, Londra         | A   | A             | A             | A             | F   | RR            | RR            | F             | A             | A   |     | 7-7   |
| Vittorie-Sconfitte         | 0-0 | 0-0           | 0-0           | 0-0           | 3-2 | 0-1           | 1-2           | 3-2           | 0-0           | 0-0 |     | 7-7   |
| Giochi Olimpici            |     |               |               |               |     |               |               |               |               |     |     |       |
| Giochi Olimpici            | A   | Non disputati | Non disputati | Non disputati | A   | Non disputati | Non disputati | Non disputati | Non disputati | A   | ND  | 0-0   |
| Vittorie-Sconfitte         | 0-0 | Non disputati | Non disputati | Non disputati | 0-0 | Non disputati | Non disputati | Non disputati | Non disputati | 0-0 | ND  | 0-0   |

### Doppio misto
| Tornei Grande Slam         |     |               |               |               |     |               |               |               |               |      |
| Australian Open, Melbourne | A   | A             | 1T            | 1T            | 1T  | QF            | A             | A             | A             | 2-4  |
| Open di Francia, Parigi    | A   | A             | 2T            | 1T            | 1T  | 2T            | A             | A             | ND            | 2-4  |
| Wimbledon, Londra          | A   | 1T            | 1T            | 3T            | 2T  | 2T            | A             | A             | ND            | 1-5  |
| US Open, New York          | A   | A             | 2T            | 2T            | A   | A             | A             | A             | ND            | 2-2  |
| Vittorie-Sconfitte         | 0-0 | 0-1           | 2-4           | 2-4           | 0-3 | 3-3           | 0-0           | 0-0           | 0-0           | 7-15 |
| Giochi Olimpici            |     |               |               |               |     |               |               |               |               |      |
| Giochi Olimpici            | A   | Non disputati | Non disputati | Non disputati | A   | Non disputati | Non disputati | Non disputati | Non disputati | 0-0  |
| Vittorie-Sconfitte         | 0-0 | Non disputati | Non disputati | Non disputati | 0-0 | Non disputati | Non disputati | Non disputati | Non disputati | 0-0  |